# 498 błogosławionych męczenników hiszpańskich
498 błogosławionych męczenników – grupa 498 hiszpańskich męczenników, ofiar prześladowań Kościoła w Hiszpanii w latach 1934-1939, beatyfikowanych przez papieża Benedykta XVI w Watykanie 28 października 2007. W tym gronie znalazło się 2 biskupów, 24 księży, 462 zakonników i zakonnic, seminarzysta, diakon, subdiakon i 7 świeckich.
Najmłodszy błogosławiony miał 16 lat, najstarszy 78.
Mszy świętej przewodniczył prefekt Kongregacji Spraw Kanonizacyjnych, portugalski kardynał José Saraiva Martins.
Ich wspomnienie liturgiczne wyznaczono na 6 listopada.

## Lista męczenników
64 męczenników z Barcelony
- Leonardo José (José María Aragonés Mateu), F.S.C.
- Dionizy Ludwik Molinos Coloma (Mateo Molinos Coloma), F.S.C.
- Jakub Samuel (José Enrique Chamayou Oulés), F.S.C.
- Crisóstomo (José Llorach Bretó), F.S.C.
- Cándido Alberto (José Ruiz de la Torre), F.S.C.
- Leónides Francisco (Colóm González), F.S.C.
- Cirilo Pedro (Cecilio Manrique Arnáiz), F.S.C.
- Indalecio María (Marcos Morón Casas), F.S.C.
- Lorenzo Gabriel (José Figuera Rey), F.S.C.
- Cayetano José (Ramón Palos Gascón), F.S.C.
- Celestino Antonio (Ismael Barrio Marquilla), F.S.C.
- Félix José (José Trilla Lastra), F.S.C.
- Lamberto Carlos (Jaime Mases Boncompte), F.S.C.
- Benito Clemente (Félix España Ortiz), F.S.C.
- Adolfo Mariano (Mariano Anel Andreu), F.S.C.
- Florencio Miguel (Ruperto García Arce), F.S.C.
- Ildefonso Luis (José Llorach Bretó), F.S.C.
- Agapio José (José Luis Carrera Comas), F.S.C.
- José Benito (José Mas Pujobrás), F.S.C.
- Mariano León (Santos López Martínez), F.S.C.
- Vicente Justino (Vicente Fernández Castrillo), F.S.C.
- Arnoldo Julián (Jesús Juan Otero), F.S.C.
- Benedicto José (José Bardalet Compte), F.S.C.
- Esiquio José (Baldomero Margenat Puigmitjá), F.S.C.
- Hilarión Eugenio (Eugenio Cuesta Padierna), F.S.C.
- Francisco Alfredo (Francisco Mallo Sánchez), F.S.C.
- Edmundo Ángel (Pedro Masó Llagostera), F.S.C.
- Hugo Julián (Julián Delgado Díez), F.S.C.
- Emerío José (José Plana Rebugent), F.S.C.
- Eusebio Andrés (Eusebio Roldán Vielba), F.S.C.
- Luis de Jesús (Joseph-Louis Marcou Pecalvel), F.S.C.
- Adolfo Jaime (Antonio Serra Hortal), F.S.C.
- Miguel de Jesús (Jaime Puigferrer Mora), F.S.C.
- Victorio (Martín Anglés Oliveras), F.S.C.
- Jaime Bertino (Antonio Jaume Secases), F.S.C.
- León Justino (Francisco del Valle Villar), F.S.C.
- Honesto María (Francisco Pujol Espinalt), F.S.C.
- Raimundo Eloy (Narciso Serra Rovira), F.S.C.
- Francisco Magín (Antonio Tost Llavería), F.S.C.
- Olegario Ángel (Eudaldo Rodas Mas), F.S.C.
- Honorato Alfredo (Agustín Pedro Calvo), F.S.C.
- Eliseo Vicente (Vicente Alberich Lluch), F.S.C.
- Valeriano Luis (Nicolás Alberich Lluch), F.S.C.
- Onofre (Salvio Tolosa Alsina), F.S.C.
- Apolonia Lizarraga del Santísimo Sacramento (Apolonia Lizarraga y Ochoa de Zabalegui), C.C.V.
- Łukasz od św. Józefa (José Tristany Pujol), O.C.D.
- Jerzy od św. Józefa (Antonio Bosch Verdura), O.C.D.
- Jakub od św. Teresy (Jaime Gascón Bordás), O.C.D.
- Jan Józef od Jezusa Ukrzyrzowanego (Juan Páfila Montlleó), O.C.D.
- Romuald od św. Katarzyny (José Guillamí Rodó), O.C.D.
- Piotr Tomasz od Matki Bożej na Filarze (Pedro de Alcántara Fortón y de Cascajares), O.C.D.
- Alojzy Maria de la Merced (Luis Minguell Ferrer), O.C.D.
- Józef Marian od Aniołów (Mariano Alarcón Ruiz), O.C.D.
- Marceli od św. Anny (José María Masip Tamarit), O.C.D.
- Antoni Maria od Jezusa (Antonio Bonet Seró), O.C.D.
- Alfons od Najświętszego Serca Maryi (Alfonso Arimany Ferrer), O.C.D.
- Edward od Dzieciątka Jezus (Ricardo Farré Masip), O.C.D.
- Gabriel od Zwiastowania (Jaime Balcells Grau), O.C.D.
- Joachim od św. Józefa (José Casas Juliá), O.C.D.
- José Casas Ros (seminarzysta)
- Esperanza de la Cruz (Teresa Subirá Sanjaume), C.M.
- María Refugio de San Ángelo (María Roqueta Serra), C.M.
- Daniela od św. Barnaby (Vicenta Achurra Gogenola), C.M.
- Gabriela de San Juan de la Cruz (Francisca Pons Sardá), C.M.

12 męczenników z Barcelony
- Anteros Mateusz García (Antero Mateo García) OPs
- Michał Peiró Victori (Miguel Peiró Victori) OPs
- Józefina Sauleda Paulis (Josefina Sauleda Paulis) O.P.

Siostry szkolne od Niepokalanego Poczęcia (dawniej tercjarki regularne św. Katarzyny):
- Maria del Camen Zaragoza (María del Camen Zaragoza) O.P.
- Maria Róża Adrover Martí (María Rosa Adrover Martí) O.P.

ze Zgromadzenia Matki Bożej Wniebowziętej:
- Ramona Fossas Románs (Ramona Fossas Románs) O.P.
- Adelfa Soro Bo (Adelfa Soro Bo) O.P.
- Teresa Prats Martí (Teresa Prats Martí) O.P.
- Otylia Alonso González (Otilia Alonso González) O.P.
- Ramona Perramón Vila (Ramona Perramón Vila) O.P.
- Reginalda Picas Planas (Reginalda Reginalda Picas Planas) O.P.
- Róża Jutglar Gallart (Rosa Jutglar Gallart) O.P.

7 męczenników z Barcelony
17 męczenników z Barcelony
- Angel M. Prat Hostench O.Carm
- Eliseo M. Maneus Besaiduch O.Carm
- Anastazy Maria Piotr Dorca (Pedro Dorca Coromina) O.Carm
- Eduardo M. Serrano Buj O.Carm
- Piotr Ferrer Pedro M. Ferrer Marin O.Carm
- Andres Corsino M. Sole Rovera O.Carm
- Migiel M. Soler Sala O.Carm
- Juan M. Puigmitja Rubio O.Carm
- Pedro Tomas M. Prat Colldecarrera O.Carm
- Eliseo M. Fondecava Quiroga O.Carm
- Jose M. Escoto Ruiz O.Carm
- Elias M. Garze Egea O.Carm
- Ludovico M. Ayet Canos O.Carm
- Angel M. Presta Batlle O.Carm
- Fernando M. Llovera Puigsech O.Carm
- Eufrosino M. Raga Nadal O.Carm

46 męczenników z Barcelony
1 męczennik z Burgos
6 męczenników z Cartegany
7 męczenników z Ciudad Real
2 męczenników z Cuency
3 męczenników z Gerony
10 męczenników z Jaén i Cuenya
23 męczenników z Madrytu
- Juan Antonio Pérez Mayo OMI
- Manuel Gutiérrez Martín OMI
- Cecilio Vega Domínguez OMI
- Juan Pedro Cotillo Fernández OMI
- Pascual Aláez Medina OMI
- Francisco Polvorinos Gómez OMI
- Justo González Lorente OMI
- Francisco Esteban Lacal OMI
- Vicente Blanco Guadilla OMI
- Gregorio Escobar García OMI
- Juan José Caballero Rodríguez OMI
- Publio Rodríguez Moslares OMI
- Justo Gil Pardo OMI
- Ángel Francisco Bocos Hernández OMI
- Marcelino Sánchez Fernández OMI
- José Guerra Andrés OMI
- Daniel Gómez Lucas OMI
- Justo Fernández González OMI
- Clemente Rodríguez Tejerina OMI
- Eleuterio Prado Villarroel OMI
- José Vega Riaño OMI
- Serviliano Riaño Herrero OMI
- Cándido Castan San Jose

104 męczenników z Madrytu, Cuency, Oviedo, Málagi i Albacete
63 męczenników z Madrytu i Sewilli
- Henryk Sáiz Aparicio (Enrique Sáiz Aparicio) SDB

42 męczenników z Madrytu
- Bonawentura García Paredes (Buenaventura García Paredes) O.P.
- Alfred Fanjul Acebal (Alfredo Fanjul Acebal) O.P.
- Feliks Alonso Muniz (Félix Alonso Muniz) O.P.
- Jan Mendibelzúa Ocerin (Juan Mendibelzúa Ocerin) O.P.
- Józef Gafo Muniz (José Gafo Muniz) O.P.
- Józef López Tascón (José López Tascón) O.P.
- Reginald Hernández Ramírez (Reginaldo Hernández Ramírez) O.P.
- Wincenty Álvarez Cienfuegos (Vicente Álvarez Cienfuegos) O.P.
- Wincenty Pena Ruiz (Vicente Pena Ruiz) O.P.
- Wincenty Rodríguez Fernández (Vicente Rodríguez Fernández) O.P.
- Vidal Luis Gómara (Vidal Luis Gómara) O.P.
- Antoni Varona Ortega (Antonio Varona Ortega) O.P.
- Amado Cubenas Diego-Madrazo (Amado Cubenas Diego-Madrazo) O.P.
- Cyprian Alguacil Torredenaida (Cipriano Alguacil Torredenaida) O.P.
- Edward González Santo Domingo (Eduardo González Santo Domingo) O.P.
- Emanuel Moreno Martínez (Manuel Moreno Martínez) O.P.
- Hygin Roldán Iriberri (Higinio Roldán Iriberri) O.P.
- Inocenty García Díez (Inocencio García Díez) O.P.
- Jan Crespo Calleja (Juan Crespo Calleja) O.P.
- Jan Herrero Arroyo (Juan Herrero Arroyo) O.P.
- Józef Ludwik Palacio Muniz (José Luis Palacio Muniz) O.P.
- Józef Santonja Pinsach (José Santonja Pinsach) O.P.
- Leoncjusz Arce Urrutia (Leoncio Arce Urrutia) O.P.
- Maksymin Fernández Marínas (Maximino Fernández Marínas) O.P.
- Teofil Montes Calvo (Teófilo Montes Calvo) O.P.
- Wiktor García Ceballos (Víctor García Ceballos) O.P.
- Jesús Villaverde Andrés (Jesús Villaverde Andrés) O.P.
- Isabelino Carmona Fernández (Isabelino Carmona Fernández) O.P.
- Jacek García Riesco (Jacinto García Riesco) O.P.
- Ludwik Furones Furones (Luis Furones Furones (Arenas)) O.P.
- Emanuel Álvarez Álvarez (Manuel Álvarez Álvarez) O.P.
- Józef Maria López Carrillo (José María López Carrillo) O.P.
- Nikazy Romo Rubio (Nicasio Romo Rubio) O.P.
- Piotr Ibanez Alonso (Pedro Ibanez Alonso) O.P.
- Emanuel Santiago Santiago (Manuel Santiago Santiago) O.P.
- Józef Delgado Pérez (José Delgado Pérez) O.P.
- Franciszek Fernández Escosura (Francisco Fernández Escosura) O.P.
- Józef Prieto Fuentes (José Prieto Fuentes) O.P.
- Michał Léibar Garay (Miguel Léibar Garay) S.M.
- Joachim Ochoa Salazar (Joaquín Ochoa Salazar) S.M.
- Sabin Ayastuy Errasti (Sabino Ayastuy Errasti) S.M.
- Florencio Arnaiz Cejudo (Florencio Arnaiz Cejudo) S.M.

7 męczenników z Meridy
10 męczenników z Oviedo
- Celestyn Józef Alonso Villar (Celestino José Alonso Villar) O.P.
- Santiago Franco Mayo (Santiago Franco Mayo) O.P.
- Grzegorz Díez Pérez (Gregorio Díez Pérez) O.P.
- Abilio Sáiz López (Abilio Sáiz López) O.P.
- Michał Menéndez García (Miguel Menéndez García) O.P.
- Józef Maria Palacio Montes (José María Palacio Montes) O.P.
- Izydor Ordonez Díez (Isidro Ordonez Díez) O.P.
- Krzysztof Iturriaga-Echevarría (Cristóbal Iturriaga-Echevarría) O.P.
- Piotr Vega Ponce (Pedro Vega Ponce) O.P.
- Józef Maria Laguía Puerto (José María Laguía Puerto) O.P.

1 męczennik z Oviedo
- Eufrazjusz od Dzieciątka Jezus (Eufrasio Barredo Fernandez)

14 męczenników z Santandru
- Henryk Izquierdo Palacios (Enrique Izquierdo Palacios) O.P.
- Henryk Canal Gómez (Enrique Canal Gómez) O.P.
- Emanuel Gutiérrez Ceballos (Manuel Gutiérrez Ceballos) O.P.
- Elizeusz Miguel Largo (Eliseo Miguel Largo) O.P.
- Michał Rodríguez González (Miguel Rodríguez González) O.P.
- Bernardyn Irurzun Otermín (Bernardino Irurzun Otermín) O.P.
- Eleuteriusz Marne Mansilla (Eleuterio Marne Mansilla) O.P.
- Piotr Luis Luis (Pedro Luis Luis) O.P.
- Józef Maria García Tabar (José María García Tabar) O.P.
- Stanisław García Obeso (Estanislao García Obeso) O.P.
- German Caballero Atienza (Germán Caballero Atienza) O.P.
- Józef Menéndez García (José Menéndez García) O.P.
- Wiktorian Ibánez Alonso (Victoriano Ibánez Alonso) O.P.
- Eugeniusz Andrés Amo (Eugenio Andrés Amo) O.P.

22 męczenników franciszkańskich z Toledo
- Víctor Chumillas Fernández OFM
- Ángel Hernández-Ranera de Diego OFM
- Domingo Alonso de Frutos OFM
- Martín Lozano Tello OFM
- Julián Navío Colado OFM
- Benigno Prieto del Pozo OFM
- Marcelino Ovejero Gómez OFM
- José de Vega Pedraza OFM
- José Álvarez Rodríguez OFM
- Santiago Maté Calzada OFM
- Andrés Majadas Málaga OFM
- Alfonso Sánchez Hernández-Ranera OFM
- Anastasio González Rodríguez OFM
- Félix Maroto Moreno OFM
- Federico Herrera Bermejo OFM
- Antonio Rodrigo Antón OFM
- Saturnino Río Rojo OFM
- Ramón Tejado Librado OFM
- Vicente Majadas Málaga OFM
- Valentín Díez Serna OFM
- Félix Gómez-Pinto Piñero OFM
- Perfecto Carrascosa Santos OFM

13 męczenników z Toledo
4 męczenników z Toledo
16 męczenników z Toledo
- Euzebiusz od Dzieciątka Jezus (Ovidio Fernández Arenillas), O.C.D.
- Nazariusz od Najświętszego Serca (Nazario del Valle González), O.C.D.
- Piotr Józef od Najświętszych Serc (Pedro Jiménez Vallejo), O.C.D.
- Rajmund od Dziewicy Karmelu (José Grijalvo Medel), O.C.D.
- Tyrs od Jezusa i Maryi (Gregorio Sánchez Sancho), O.C.D.
- Józef Augustyn od Najświętszego Sakramentu (Tomás Mateos Sánchez), O.C.D.
- Hermiliusz od św. Elizeusza (Pedro Ramón Rodríguez Calle), O.C.D.
- Elizeusz od Jezusa Ukrzyżowanego (Esteban Cuevas Casquero), O.C.D.
- Perfekt od Dziewicy Karmelu (Perfecto Domínguez Monge), O.C.D.
- Melchior od Dzieciątka Jezus (Melchor Martín Monge), O.C.D.
- Konstanty od św. Józefa (José Mata Luis), O.C.D.
- Feliks od Dziewicy Karmelu (Luis Gómez de Pablo), O.C.D.
- Placyd od Dzieciątka Jezus (José Luis Collado Oliver), O.C.D.
- Józef od Matki Bożej Bolesnej (Vicente Álamo Jiménez), O.C.D.
- Daniel od Męki Pańskiej (Daniel Mora Nine), O.C.D.
- Klemens od Najświętszych Serc (Clemente López Yagüe), O.C.D.